# Vuelta a la Comunidad de Madrid 2011
La XXVª Vuelta a la Comunidad de Madrid se disputó entre el 7 y el 8 de mayo de 2011 con un recorrido de 210,5 km divididos en 3 etapas, con inicio en la Casa de Campo de Madrid y final en el puerto de la Morcuera, con un recorrido similar al de la pasada edición.
La prueba perteneció al UCI Europe Tour de los Circuitos Continentales UCI, dentro de la categoría 2.1.
Participaron 13 equipos. Los 2 equipos españoles de categoría UCI ProTeam (Movistar Team, Euskaltel-Euskadi); los 3 de categoría Profesional Continental (Andalucía-Caja Granada, Caja Rural y Geox-TMC); los 2 de categoría Continental (Burgos 2016-Castilla y León y Orbea Continental); y la selección española sub-23. En cuanto a representación extranjera, estuvieron 7 equipos: los equipos Continentales del KTM-Murcia, Miche-Guerciotti, Vélo-Club La Pomme Marseille, LA-Antarte y EPM-UNE. Formando así un pelotón de 101 corredores aunque finalmente fueron 100 tras la baja de última hora de Pello Bilbao (Euskaltel-Euskadi), con 8 ciclistas cada equipo (excepto el mencionado Euskaltel-Euskadi y el Geox-TMC, KTM-Murcia y La Pomme Marseille que salieron con 7), de los que acabaron 92.
El ganador final fue Rui Costa (que además se hizo con la clasificación por puntos). Le acompañaron en el podio Javier Moreno y Jonathan Castroviejo (vencedor de la etapa contrarreloj), respectivamente.
En las otras clasificaciones secundarias se impusieron Walter Pedraza (montaña), Lluís Mas (metas volantes), Jesús Herrada (sub-23), Miche-Guerciotti (equipos) y Carlos Verona (madrileños).

## Etapas
| Etapa | Fecha     | Recorrido                        | km        | Ganador              | Líder                |
| ----- | --------- | -------------------------------- | --------- | -------------------- | -------------------- |
| 1.ª   | 7 de mayo | Casa de Campo-Casa de Campo      | 7,8 (CRI) | Jonathan Castroviejo | Jonathan Castroviejo |
| 2.ª   | 7 de mayo | Coslada-Coslada                  | 84,8      | Enrique Sanz         | Jonathan Castroviejo |
| 3.ª   | 8 de mayo | Alcobendas-Puerto de la Morcuera | 117,9     | Giovanni Báez        | Rui Costa            |

## Clasificaciones finales
| \| 1. \| Rui Costa \| 5h 02' 43" \| \| 2. \| Javier Moreno \| + 5" \| \| 3. \| Jonathan Castroviejo \| + 7" \| \| 4. \| Stefan Schumacher \| + 14" \| \| 5. \| Jesús Herrada \| + 20" \| \| 6. \| Davide Rebellin \| + 22" \| \| 7. \| Giovanni Báez \| + 31" \| \| 8. \| Amets Txurruka \| + 37" \| \| 9. \| Tino Zaballa \| + 40" \| \| 10. \| Adrián Palomares \| + 47" \| |                      |            |
| 1. | Rui Costa            | 5h 02' 43" |
| 2. | Javier Moreno        | + 5"       |
| 3. | Jonathan Castroviejo | + 7"       |
| 4. | Stefan Schumacher    | + 14"      |
| 5. | Jesús Herrada        | + 20"      |
| 6. | Davide Rebellin      | + 22"      |
| 7. | Giovanni Báez        | + 31"      |
| 8. | Amets Txurruka       | + 37"      |
| 9. | Tino Zaballa         | + 40"      |
| 10. | Adrián Palomares     | + 47"      |

| \| 1. \| Rui Costa \| 40 p. \| \| 2. \| Jonathan Castroviejo \| 32 p. \| \| 3. \| Javier Moreno \| 30 p. \| |                      |       |
| 1. | Rui Costa            | 40 p. |
| 2. | Jonathan Castroviejo | 32 p. |
| 3. | Javier Moreno        | 30 p. |

| \| 1. \| Walter Pedraza \| 20 p. \| \| 2. \| Giovanni Báez \| 10 p. \| \| 3. \| Rui Costa \| 9 p. \| |                |       |
| 1.                                                                                                   | Walter Pedraza | 20 p. |
| 2.                                                                                                   | Giovanni Báez  | 10 p. |
| 3.                                                                                                   | Rui Costa      | 9 p.  |

| \| 1. \| Lluís Mas \| 12 p. \| \| 2. \| Aritz Bagües \| 5 p. \| \| 3. \| Jesús Rosendo \| 4 p. \| |               |       |
| 1.                                                                                                | Lluís Mas     | 12 p. |
| 2.                                                                                                | Aritz Bagües  | 5 p.  |
| 3.                                                                                                | Jesús Rosendo | 4 p.  |

| \| 1. \| Jesús Herrada \| \| \| 2. \| Ion Izagirre \| \| \| 3. \| Daniel Díaz \| \| |               |  |
| 1.                                                                                  | Jesús Herrada |  |
| 2.                                                                                  | Ion Izagirre  |  |
| 3.                                                                                  | Daniel Díaz   |  |

| \| 1. \| Miche-Guerciotti \| 15h 09' 25" \| \| 2. \| Euskaltel-Euskadi \| + 40" \| \| 3. \| Movistar \| + 1' 32" \| |                   |             |
| 1. | Miche-Guerciotti  | 15h 09' 25" |
| 2. | Euskaltel-Euskadi | + 40"       |
| 3. | Movistar          | + 1' 32"    |

| \| 1. \| Carlos Verona \| \| \| 2. \| José Antonio Carrasco \| \| \| 3. \| Jonathan Perdiguero \| \| |                       |  |
| 1.                                                                                                   | Carlos Verona         |  |
| 2.                                                                                                   | José Antonio Carrasco |  |
| 3.                                                                                                   | Jonathan Perdiguero   |  |